# Žan Luka Kocjančič
Žan Luka Kocjančič (Celje, 19 februari 2000) is een Sloveens voetballer die als verdediger voor NK Brežice 1919 speelt.

## Carrière
Žan Luka Kocjančič speelde in de jeugd van NK Žalec, NK Domžale en sc Heerenveen, waar hij in het seizoen 2019/20 in Jong Heerenveen speelde en nooit doorbrak in het eerste elftal. In januari 2020 keerde hij terug naar Slovenië, waar hij voor NK Triglav Kranj ging spelen. Hij debuteerde in het betaald voetbal op 8 maart 2020, in de met 0-5 verloren thuiswedstrijd tegen NK Celje. Hij speelde drie wedstrijden op het hoogste niveau van Slovenië, waarna hij naar ND Primorje, wat op het tweede niveau uitkomt, vertrok. Sinds 2021 speelt hij voor NK Brežice 1919.

### Statistieken
| Seizoen                       | Club             | Land           | Competitie     | Competitie | Competitie | Beker | Beker | Totaal | Totaal |
| Seizoen                       | Club             | Land           | Competitie     | Wed.       | Dlp.       | Wed.  | Dlp.  | Wed.   | Dlp.   |
| ----------------------------- | ---------------- | -------------- | -------------- | ---------- | ---------- | ----- | ----- | ------ | ------ |
| 2019/20                       | sc Heerenveen    | Nederland      | Eredivisie     | 0          | 0          | 0     | 0     | 0      | 0      |
| 2019/20                       | NK Triglav Kranj | Slovenië       | 1. SNL         | 3          | 1          | 0     | 0     | 3      | 1      |
| 2020/21                       | ND Primorje      | Slovenië       | 2. SNL         | 8          | 0          | 0     | 0     | 8      | 0      |
| 2020/21                       | NK Brežice 1919  | Slovenië       | 2. SNL         | 10         | 2          | 0     | 0     | 10     | 2      |
| 2021/22                       | NK Brežice 1919  | Slovenië       | 2. SNL         | 18         | 1          | 0     | 0     | 18     | 1      |
| Carrièretotaal                | Carrièretotaal   | Carrièretotaal | Carrièretotaal | 39         | 4          | 0     | 0     | 39     | 4      |
| Bijgewerkt op 2 februari 2022 |                  |                |                |            |            |       |       |        |        |